# Épsilon Ursae Minoris
Épsilon Ursae Minoris (ε UMi / 22 Ursae Minoris / HD 153751) es una estrella en la constelación boreal de la Osa Menor de magnitud aparente +4,21. Se encuentra a unos 347 años luz del sistema solar. Ocasionalmente se la llama con el nombre Urodelus, en griego «cola evidente o visible» del oso o del perro.
Épsilon Ursae Minoris es un sistema estelar triple, cuya estrella principal, Épsilon Ursae Minoris A, es a su vez una binaria eclipsante. La estrella visible es una gigante amarilla de tipo espectral G5III y 5200 K de temperatura, 225 veces más luminosa que el Sol. Cada 39,4816 días la otra estrella eclipsa parcialmente la gigante amarilla. Además la proximidad entre ambas componentes hace que el sistema sea una variable RS Canum Venaticorum, en donde ambas estrellas rotan más deprisa de lo habitual generando intensa actividad cromosférica y manchas estelares. Esto hace que su magnitud fluctúe entre +4,19 y +4,23.
La otra componente, Épsilon Ursae Minoris B, se encuentra a 77 segundos de arco del par interior. A una distancia de 8100 UA no se ha detectado movimiento orbital, pero sí parecen estar relacionadas por su desplazamiento común a través del espacio. Su magnitud 11 permite deducir que es una enana amarillo-naranja de tipo espectral K0V.